# Boč
Boč (německy Wotsch) je vesnice, část obce Stráž nad Ohří v okrese Karlovy Vary v Karlovarském kraji. Nachází se asi 3,5 kilometru severovýchodně od Stráže nad Ohří. Prochází tudy železniční trať Chomutov–Cheb a silnice I/13. V roce 2011 zde trvale žilo 70 obyvatel.
Boč je také název katastrálního území o rozloze 3,51 km².

## Historie
První písemná zmínka o vesnici pochází z roku 1292.

## Přírodní poměry
Oblast západně od vesnice, vymezená přibližně Mufloní roklí, Pekelskou skálou a přírodní památkou Čedičová žíla Boč, je chráněna jako národní přírodní rezervace Nebesa.

## Obyvatelstvo
Při sčítání lidu v roce 1921 zde žilo 249 obyvatel (z toho 106 mužů), kteří byli kromě tří cizinců německé národnosti a všichni patřili k římskokatolické církvi. Podle sčítání lidu z roku 1930 měla vesnice 275 obyvatel: 274 Němců a jednoho cizince. S výjimkou jednoho evangelíka se hlásili k římskokatolické církvi.
| Rok            | 1869 | 1880 | 1890 | 1900 | 1910 | 1921 | 1930 | 1950 | 1961 | 1970 | 1980 | 1991 | 2001 | 2011 | 2021 |
| -------------- | ---- | ---- | ---- | ---- | ---- | ---- | ---- | ---- | ---- | ---- | ---- | ---- | ---- | ---- | ---- |
| Počet obyvatel | 280  | 282  | 300  | 298  | 277  | 249  | 275  | 100  | 144  | 114  | 115  | 73   | 76   | 70   | 58   |
| Počet domů     | 37   | 40   | 42   | 43   | 44   | 42   | 43   | 45   | 76   | 34   | 30   | 35   | 35   | 37   | 33   |

## Obecní správa
Při sčítání lidu v letech 1869–1975 Boč byl samostatnou obcí, se kterým patřil nejprve do okresu Kadaň, ale v roce 1950 v okrese Karlovy Vary-okolí a v letech 1961–1975 v okrese Karlovy Vary. Od 1. ledna 1976 je částí obce Stráž nad Ohří v okrese Karlovy Vary. V letech 1869–1975 k obci patřily Malý Hrzín a Smilov, v roce 1950 Peklo a v letech 1950–1975 také Srní.

## Pamětihodnosti
- novorománský kostel svatého Václava postavený v letech 1874–1875[11]
- památkově chráněná fara (čp. 21) z osmnáctého století[12]
- pomník obětem první světové války – autorem je kadaňský sochař Martin Grimmer, slavnostní odhalení proběhlo 12. září 1926. Stavitelem pomníku byla perštejnská firma Fichtel & Sachs[13]

## Osobnosti
Působil zde farář Franz Tobisch (1865–1934), básník a propagátor včelařství, činný pod pseudonymem Jung Klaus.